# Promecispa
Promecispa is een geslacht van kevers uit de familie bladkevers (Chrysomelidae).
De wetenschappelijke naam van het geslacht werd in 1909 gepubliceerd door Julius Weise.

## Soorten
- Promecispa voeltzkowi Wesie, 1909